# Entre nous (film, 2023)
Pour l’article homonyme, voir Entre nous (homonymie).
Pour plus de détails, voir Fiche technique et Distribution.
Entre nous est une comédie dramatique française sortie en 2023, réalisée et écrit par Jude Bauman. 

## Synopsis
Elodie et Laetitia vivent un amour fusionnel et rêvent d’avoir un enfant par PMA (procréation médicalement assistée). Alors qu’Elodie découvre qu’elle ne peut pas tomber enceinte à cause d’un problème de santé et que des ennuis financiers viennent contrarier leur projet, elles décident de prendre un colocataire.

## Fiche technique
- Titre original : Entre nous
- Réalisation : Jude Bauman
- Scénario : Jude Bauman
- Production : Carlos Bedran
- Sociétés de production : CB Partners
- Distribution : Kap Films[3]
- Image : Dimitri Borget
- Assistant à la réalisation : Armel Dali
- Montage : Marie-Pierre Renaud
- Coloriste : Lionel Kopp
- Son : Gérard Mailleau et Rémi Stengel
- Mixage : Ary Carpman
- Musique : Tony Anderson
- Pays de production : France
- Langue : français
- Genre : Comédie dramatique
- Format : couleur, DCP 1,85 - 5,1
- Durée :  97 minutes
- Sortie : 
  - France : 12 juillet 2023[4]

## Distribution
- Iris Jodorowsky : Laetitia
- Amandine Noworyta : Elodie
- William Mesguich : Simon
- Jean-François Stévenin : Roity